# Codice di commercio
Il codice di commercio è uno dei codici presenti in vari ordinamenti di civil law, nel quale sono raccolte le norme del diritto commerciale. 

## Storia
È presente in quegli ordinamenti che, sul modello della codificazione napoleonica del 1807, suddividono il diritto privato tra codice civile e codice di commercio. 